# MIAR (editoria)
Il MIAR, acronimo di Information Matrix for the Analysis of Journals (Matrice di informazioni per l'analisi delle riviste), è un database bibliografico gratuito e Open Access dell'Università di Barcellona. Esso include informazioni sulle riviste scientifiche di tutte le aree tematiche ed è uno strumento di identificazione e valutazione della diffusione secondaria delle riviste nell'ambito delle scienze umane e sociali. È stato sviluppato nel 2004, nell'ambito di uno studio sostenuto dal Ministero dell'Istruzione e della Scienza spagnolo.
Indica la diffusione delle riviste scientifiche in repertori, cataloghi e banche dati internazionali, confrontandole a livello nazionale e internazionale. Indica il titolo, l'ISSN, il Paese, l'URL, l'ambito e l'area accademica, la periodicità, dove gli abstract e gli articoli sono indicizzati, dove sono valutati, in quali metriche appare (es. fattore di impatto), le politiche Open Access e il punteggio assegnato alla rivista. Si tratta di riviste che generalmente sono marginalizzate dall'ISI.
Il MIAR raggruppa le riviste in macroaree tematiche, che a loro volta si suddividono in campi accademici più specifici. Attraverso il sistema si realizza l'incrocio tra le riviste identificate dal loro numero ISSN e le banche dati che le indicizzano. Inoltre, viene indicato il collegamento ai siti web degli editori e delle istituzioni responsabili dei repertori e delle fonti. Vengono fornite informazioni sulla presenza della rivista in repertori di valutazione quali il sigillo di qualità della Fundación Española para la Ciencia y la Tecnología (FECYT), SCImago Journal Rank, CARHUS Plus+ o Clasificación Integrada de Revistas Científicas (CIRC), nonché la politica di accesso aperto di ciascuna pubblicazione. MIAR dispone di un indicatore di diffusione, l'ICDS, che permette di misurare quantitativamente la visibilità dei titoli in funzione della loro presenza in alcune banche dati internazionali di riferimento.
Nel 2014 conteneva 28.480 riviste, estratte da quarantotto basi di dati. Dal 2014 il campo tematico e la copertura sono stati ampliati fino a diventare universali, con copertura di qualsiasi ISSN (ISSN), indipendentemente dalla materia. Nel maggio 2016 fu pubblicata la nuova versione di MIAR, che fu presentata alla 6ª Conferenza Internazionale sulle Riviste di Scienze Sociali e Umanistiche (CRECS 2016), organizzata dalla rivista El profesional de la Información (EPI) e dall'Università di Barcellona (UB). Nella nuova versione, il sistema includeva più di 29.000 pubblicazioni e 114 fonti di informazione (banche dati o repertori di valutazione), Blog de l'Observatori de la Recerca (OR-IEC), Institut d'Estudis Catalans, 12-05-2016. [URL consultato il 1° giugno 2016].